# Juan López Mella
Juan Manuel López Mella, conegut com a Juan López Mella   (Lugo, 12 d'abril de 1965 - Albacete, 10 de maig de 1995), va ser un pilot de motociclisme gallec que va competir en el Campionat del Món entre la temporada de 1987 i la de 1994.

## Biografia
Va emprendre la seva carrera motociclística practicant motocròs a la seva ciutat natal. Als 18 anys va passar a l'asfalt, debutant el 1985 amb una OSSA F3 250 en competicions com ara el Critérium Solo Moto, en el qual obtingué el segon lloc, i les «Motociclismo Series». El 1986 es va classificar segon en la Copa Yamaha RD 350.
El 1987 va debutar en la categoria de 250cc del Mundial, corrent dues proves amb una Yamaha sense obtenir punts; el 1988 va fer quatre aparicions amb una Honda (en dues ocasions amb l'equip d'Ángel Nieto en substitució de Carles Cardús, sense arribar a posicions de punts. Al mateix temps, participà en diverses competicions espanyoles, aconseguint el segon lloc en la classe de Critérium 250cc bicilíndriques el 1987 i al Campionat d'Espanya de Velocitat de 250cc el 1988. També aquell any entrà en la classificació del Campionat d'Europa de 250cc amb un novè lloc al Circuit de Jerez. El 1989 va passar a 500cc, disputant deu Grans Premis i aconseguint el seu primer punt en un Mundial. Paral·lelament participà en l'europeu de 500cc amb i obtingué un podi al Circuit del Jarama.
El 1990 passà al Campionat del Món de Superbike, on competí amb una Honda RC30 en sis rondes de la temporada i acabà en zona de punts en tres d'elles. El 1991 participà en la major part de la temporada del Mundial de Superbikes, obtenint els millors resultats al Circuit del Jarama quan finalitzà tercer en la primera carrera, la millor posició d'un espanyol fins llavors en aquest campionat, i una quart plaça en la segona cursa. El 1992 participà, amb la mateixa moto, en el cap de setmana inaugural d'Albacete obtenint dues posicions amb punts per al campionat europeu de la categoria. Aquells mateixos anys també va participar en el Campionat d'Espanya de superbike, que va guanyar els anys 1991 i 1992.
El 1992 tornà a la categoria reina del Mundial, disputant alguns Grans Premis amb una Yamaha ROC sense obtenir punts. El 1993, amb la mateixa moto, disputà tota la temporada i obtingué sengles setens lloc com a millor resultat a Montmeló i a Donington Park, acabant dotzè a la classificació general (el millor dels pilots privats). La seva participació al Mundial de 500cc prosseguí en la temporada de 1994, durant la qual finalitzà en diverses ocasions en zona de punts. En l'última carrera de l'any, el Gran Premi d'Europa, va competir amb l'equip oficial de Lucky Strike Suzuki, on va pilotar la Suzuki RGV500 en substitució de Kevin Schwantz, acabant també en zona de punts.
El 1995 començà la temporada del Thunderbike Trophy amb un quart lloc a la primera carrera al Circuit de Jerez. El 10 de maig, mentre conduïa per la carretera cap al circuit de Calafat per a prendre part en alguns entrenaments per a una carrera de l'Open Ducados, va tenir un accident de trànsit per culpa de l'aquaplaning. Transportat per una ambulància a Albacete, es va morir abans d'arribar a l'hospital.
En memòria seva es va crear un museu a Lugo on s'exhibeixen diversos trofeus i material de tota mena relacionats amb la seva carrera, juntament amb algunes de les seves motocicletes; també va ser nomenat en el seu honor un parc per a l'ensenyament de l'educació viària.